# Rikke Iversen
Rikke Iversen, född 18 maj 1993 i Nykøbing Falster i Danmark, är en dansk handbollsspelare som spelar för Team Esbjerg och det danska landslaget. Hon spelar som mittsexa.

## Karriär

### Klubblagsspel
Iversen började spela handboll för Virum-Sorgenfri HK säsongen 2010–2011 och spelade sedan för Lyngby HK. 2012 gick hon till den danska ligaklubben Nykøbing Falster HK. Två år senare flyttades hon till ligarivalen Silkeborg-Voel KFUM. I slutskedet av sin första säsong i Silkeborg drabbades hon av en ligamentskada. Efter sex år skrev Iversen på ett kontrakt med Odense Håndbold inför säsongen 2020–2021. Med Odense vann hon det danska mästerskapet 2021 och 2022 och danska cupen 2020. Sommaren 2023 flyttade hon till Team Esbjerg. Med Esbjerg vann hon det danska mästerskapet 2024.

### Landslagsspel
Iversen spelade till en början för det danska ungdomslandslaget. Vid Olympiska sommarspelen för ungdomar 2010 vann hon guldmedalj med Danmark. Hon gjorde sin debut för det danska seniorlandslaget den 8 oktober 2015 mot Slovenien. Deras första stora turnering med det danska laget var EM 2020, där Danmark slutade på fjärde plats. Iversen kallades in av den danske förbundskaptenen Jesper Jensen till den danska truppen till VM 2021, där laget vann en bronsmedalj. Ett år senare förlorade hon och Danmark mot Norge i EM-finalen. Iversen gjorde åtta mål i hela turneringen. Vid VM 2023 vann hon bronsmedaljen igen. Iversen gjorde elva mål under turneringens gång. Vid de olympiska spelen i Paris vann hon brons efter seger över Sverige i bronsmatchen. Rikke Iversen hade den 10 augusti 2024 spelat 87 landskamper för Danmark och gjort 140 mål.

## Privatliv
Rikke Iversen är syster till Sarah Iversen som spelar för Ikast Håndbold och det danska landslaget.